# 入江里咲
入江 里咲（いりえ りさ、2005年10月18日 - ）は、日本の歌手、アイドル。女性アイドルグループJuice=Juiceのメンバー。
千葉県出身。アップフロントプロモーション所属。

## 略歴
2020年
- 「アンジュルムONLY ONEオーディション 〜私を創るのは私〜」に応募するも、3次審査で落選。

2021年
- 「ハロー!プロジェクト「Juice=Juice」「つばきファクトリー」合同新メンバーオーディション」に合格。
- 7月7日、有澤一華、江端妃咲とともにJuice=Juiceに加入することが発表された。
- 12月22日、シングル『プラスティック・ラブ/Familia/Future Smile』でJuice=Juiceとしてメジャーデビュー。

2022年
- 3月18日、「JR東海『あいちフグタコ』キャンペーン」で初めてソロでの仕事を行う。

2023年
- 6月11日、左足の違和感が続いていることから、病院で診察を受けた結果「関節捻挫」との診断を受け、治療のためしばらくの間パフォーマンスは動きを制限し歌唱のみの参加となることを発表した。
- 10月より、STVラジオにて初のソロレギュラーラジオ『Juice=Juice入江里咲のスマイルボンソワ』を放送。

2024年
- 2月14日、1st写真集『RISAch①』発売。
- 4月20日、Instagramを開始。
- 7月1日、パニック障害のため活動を休止することを発表。
- 9月12日、活動休止について、2024年内を目処とすることを発表。
- 12月27日、順調に快方に向かっているとして、2025年より無理のない範囲で徐々に活動を再開することを発表。医師の指導のもと1月は活動に向けて体を慣らしていき、2月からの復帰を目指し準備を進めていく予定であることが示された。

2025年
- 1月1日、Juice=Juiceの両A面シングル『初恋の亡霊/今夜はHearty Party』の2月26日発売を告知する動画に入江も登場し、同作品に入江も参加することを発表。
- 2月21日、パニック障害に加え、最近は「気分障害」の症状が強く出ており、回復に向け治療に励んでいるものの、改めて医師と相談した結果、最新シングルのミニライブイベントの参加は見送ることを発表。

## 人物
- メンバーカラーはライトパープル[20]。
- 血液型A型[3]。身長156 cm[21]。
- 特技は英検準2級、漢検準2級、毛筆四段、硬筆四段、和太鼓[3]。
- 幼少期にはインターナショナルスクールに通っており、英検5級の資格を必ず取らなければいけなかったという。幼稚園年長の時に5級を取って以来英語に興味を持ち、中学3年生の時には準2級を取得[22]。
- 趣味は三味線を弾くこと、筋トレをすること、ハロー!プロジェクトの曲を聴くこと[6]。
- 好きな音楽ジャンルはJ-POP（ハロー!プロジェクト）[3]。好きなアイドルは私立恵比寿中学[23]。
- 好きなスポーツは野球[3]。
- 座右の銘は「克己心」[3]。
- Juice=Juiceとしては、ハロプロ研修生を経験せずオーディションからグループに加入した初のメンバーとなった[24]。ただし、ハロプロ研修生出身以外のメンバーが当グループに加入するのは初代リーダーの宮崎由加以来、約9年ぶりとなる。
- 憧れの先輩は佐々木莉佳子（元アンジュルム）[6]。

## 作品

### 映像作品
- 宮本佳林「STAGE VANGUARD『悪嬢転生』」（2022年12月21日、hachama/アップフロントワークス）[25] - ゲスト出演

## 書籍

### 写真集
- RISAch①（2024年2月14日、オデッセー出版、撮影：西村康）[11]

## 出演

### ラジオ
- Juice=Juice入江里咲のスマイルボンソワ（2023年10月 - 、STVラジオ）- 第4土曜日担当

### コンサート
- RISA OGATA CONCERT「éclatant」（2024年3月11日 - 13日、COTTON CLUB） - Support Dancer

### イベント
- 鈴木啓太バースデーイベント2024 ～集え!あざと士～（2024年5月17日、スクエア荏原） - ゲスト

### 舞台
- STAGE VANGUARD「悪嬢転生」（2022年8月7日、COTTON CLUB） - ゲスト出演[26]

## 参加ユニット
- Juice=Juice（2021年 - ）